# Influenzavirus A subtipo H7N7
La Influenzavirus A subtipo H7N7 es un subtipo de Influenzavirus A (virus de la gripe A), perteneciente a la familia de los Orthomyxoviridae, género Orthomyxovirus. Este virus provoca infección en aves, aunque puede afectar a humanos, cerdos, focas, caballos y ratones de laboratorio.
En 2003 tuvo lugar un brote en Holanda que provocó 89 casos confirmados en humanos y una muerte, detectándose anticuerpos en más de la mitad de un grupo de 500 personas que estuvieron expuestas a la infección. Los casos humanos fueron secundarios a una epidemia que afecto a aves de corral de diferentes granjas ubicadas en la zona. Posteriormente se han producido otros brotes en Bélgica, Alemania, Reino Unido, España y Estados Unidos entre otros países. La enfermedad se contagia fácilmente entre aves, causando gran mortalidad, pero difícilmente pasa al hombre y se considera muy improbable la transmisión de un humano a otro. La mayor parte de casos en humanos. han ocurridos en trabajadores de granjas avícolas, veterinarios o personas en estrecho contacto con aves, presentando en general síntomas leves, destacando la conjuntivitis.